# Andrea Schober
Andrea Schober (Germania, 10 marzo 1964) è un'attrice tedesca.
Schober è famosa soprattutto per aver interpretato da bambina alcune opere del maestro Rainer Werner Fassbinder, come Il mercante delle quattro stagioni e Roulette cinese . In quest'ultimo film è una delle protagoniste, in un'opera corale e dissacrante, dove interpreta la figlia claudicante di Margit Carstensen.